# Berberis haenkeana
Berberis haenkeana là một loài thực vật có hoa trong họ Hoàng mộc. Loài này được C.Presl ex Schult.f. mô tả khoa học đầu tiên năm 1830.